# Ель-Піньйон
Ель-Піньйон (ісп. El Piñón) - місто і муніципалітет на півночі Колумбії, на території департаменту Магдалена.

## Історія
Поселення, з якого пізніше виросло місто, було засновано в 1770 році. Муніципалітет Ель-Піньйон був виділений в окрему адміністративну одиницю в 1915 роцы.

## Географія

Муніципалітет Ель-Піньйон

Місто розташоване в західній частині департаменту, на правому березі річки Магдалена, на відстані приблизно 112 кілометрів на північний захід від Санта-Марти, адміністративного центру департаменту Магдалена. Абсолютна висота - 12 метрів над рівнем моря . 

Муніципалітет Ель-Піньйон межує на півночі з територією муніципалітету Саламіна, на північному сході і сході - з муніципалітетом Півіхай, на південному сході - з муніципалітетом Чиболо, на півдні - з муніципалітетом Сапаян, на південному заході - з муніципалітетом Серро-Сан-Антоніо, на заході - з територією департаменту Атлантико. Площа муніципалітету становить 547 км²  .

## Населення
За даними Національного адміністративного департаменту статистики Колумбії, сукупна чисельність населення міста і муніципалітету в 2015 році становила 16 752 осіб .
Динаміка чисельності населення муніципалітету за роками:
| 2005   | 2006   | 2007   | 2008   | 2009   | 2010   | 2011   | 2012   | 2013   | 2014   | 2015   |
| ------ | ------ | ------ | ------ | ------ | ------ | ------ | ------ | ------ | ------ | ------ |
| 17 035 | 16 953 | 16 924 | 16 880 | 16 856 | 16 834 | 16 812 | 16 795 | 16 771 | 16 757 | 16 752 |

Згідно з даними перепису 2005 року чоловіки становили 53,1% від населення Ель-Піньйона, жінки - відповідно 46,9%. У расовому відношенні білі і метиси становили 96,9% від населення міста; негри, мулати і райсальці - 3,1% .
Рівень грамотності серед всього населення становив 77,6%.

## Економіка
Основу економіки Ель-Піньйона становить сільськогосподарське виробництво. 

59,0% від загального числа міських і муніципальних підприємств складають підприємства торгової сфери, 21,2% - підприємства сфери обслуговування, 19,5% - промислові підприємства, 0,3% - підприємства інших галузей економіки .

## Транспорт
Через місто проходить національне шосе № 27 (ісп. Ruta Nacional 27).